# Circuitul ATP 2021
ATP Tour 2021 reprezintă o serie de turnee de tenis pentru bărbați, organizate de Asociația Profesioniștilor din Tenis (ATP) pentru sezonul 2021 de tenis. Calendarul ATP Tour 2021 cuprinde turneele de Grand Slam (supravegheate de Federația Internațională de Tenis), Turneul Campionilor, ATP Tour Masters 1000, Cupa ATP, seria ATP Tour 500 și seria ATP Tour 250). De asemenea, sunt incluse în calendarul 2021 Cupa Davis (organizată de ITF), Jocurile Olimpice de vară de la Tokyo (reprogramate din 2020 ), Finala ATP Next Gen, Cupa Laver (amânată din 2020), dintre care nici unul nu distribuie puncte de clasament.

## Lista cronologică a turneelor
Acesta este programul complet al evenimentelor din calendarul 2021.
| Grand Slam        |
| ATP Finals        |
| ATP Masters       |
| Jocurile Olimpice |
| ATP Tour 500      |
| ATP Tour 250      |
| Turnee de echipă  |

### Ianuarie
| Săptămâna | Turneu                                                                                    | Campioni                                               | Finaliști                        | Semifinaliști                     | Sferturi de finală                                                         |
| --------- | ----------------------------------------------------------------------------------------- | ------------------------------------------------------ | -------------------------------- | --------------------------------- | -------------------------------------------------------------------------- |
| 4 ian     | Delray Beach Open Delray Beach, Statele Unite ATP Tour 250 418.195 $ – Dură – 28S/16Q/16D | Hubert Hurkacz 6–3, 6–3                                | Sebastian Korda                  | Christian Harrison Cameron Norrie | Gianluca Mager Roberto Quiroz Frances Tiafoe John Isner                    |
| 4 ian     | Delray Beach Open Delray Beach, Statele Unite ATP Tour 250 418.195 $ – Dură – 28S/16Q/16D | Ariel Behar Gonzalo Escobar 6–7(5–7), 7–6(7–4), [10–4] | Christian Harrison Ryan Harrison | Christian Harrison Cameron Norrie | Gianluca Mager Roberto Quiroz Frances Tiafoe John Isner                    |
| 4 ian     | Antalya Open Antalya, Turcia ATP Tour 250 361.800 € – Dură – 32S/24Q/16D                  | Alex de Minaur 2–0 ret.                                | Alexander Bublik                 | Jérémy Chardy David Goffin        | Matteo Berrettini Jan-Lennard Struff Nikoloz Basilașvili Stefano Travaglia |
| 4 ian     | Antalya Open Antalya, Turcia ATP Tour 250 361.800 € – Dură – 32S/24Q/16D                  | Nikola Mektić Mate Pavić 6–2, 6–4                      | Ivan Dodig Filip Polášek         | Jérémy Chardy David Goffin        | Matteo Berrettini Jan-Lennard Struff Nikoloz Basilașvili Stefano Travaglia |

### Februarie
| Săptămâna    | Turneu | Campioni                                       | Finaliști                         | Semifinaliști                     | Sferturi de finală                                                       |
| ------------ | --- | ---------------------------------------------- | --------------------------------- | --------------------------------- | ------------------------------------------------------------------------ |
| 1 feb        | Cupa ATP Melbourne, Australia 4.500.000 $ – Dură – 12 echipe                                                 | Rusia · 2–0                                    | Italia                            | Germania · Spania                 |                                                                          |
| 1 feb        | Great Ocean Road Open Melbourne, Australia ATP Tour 250 382.575 $ – Dură – 56S/24D                           | Jannik Sinner 7–6(7–4), 6–4                    | Stefano Travaglia                 | Thiago Monteiro Karen Khachanov   | Jordan Thompson Hubert Hurkacz Miomir Kecmanović Botic van de Zandschulp |
| 1 feb        | Great Ocean Road Open Melbourne, Australia ATP Tour 250 382.575 $ – Dură – 56S/24D                           | Jamie Murray Bruno Soares 6–3, 7–6(9–7)        | Juan Sebastián Cabal Robert Farah | Thiago Monteiro Karen Khachanov   | Jordan Thompson Hubert Hurkacz Miomir Kecmanović Botic van de Zandschulp |
| 1 feb        | Murray River Open Melbourne, Australia ATP Tour 250 382.575 $ – Dură – 56S/24D                               | Dan Evans 6–2, 6–3                             | Félix Auger-Aliassime             | Jérémy Chardy Corentin Moutet     | Stan Wawrinka Borna Ćorić Jiří Veselý Grigor Dimitrov                    |
| 1 feb        | Murray River Open Melbourne, Australia ATP Tour 250 382.575 $ – Dură – 56S/24D                               | Nikola Mektić Mate Pavić 7–6(7–2), 6–3         | Jérémy Chardy Fabrice Martin      | Jérémy Chardy Corentin Moutet     | Stan Wawrinka Borna Ćorić Jiří Veselý Grigor Dimitrov                    |
| 8 feb 15 feb | Australian Open Melbourne, Australia Grand Slam 32.790.000 A$ – Dură 128S/128Q/64D/32X Simplu – Dublu – Mixt | Novak Djokovic 7–5, 6–2, 6–2                   | Daniil Medvedev                   | Aslan Karatsev Stefanos Tsitsipas | Alexander Zverev Grigor Dimitrov Andrei Rubliov Rafael Nadal             |
| 8 feb 15 feb | Australian Open Melbourne, Australia Grand Slam 32.790.000 A$ – Dură 128S/128Q/64D/32X Simplu – Dublu – Mixt | Ivan Dodig Filip Polášek 6–3, 6–4              | Rajeev Ram Joe Salisbury          | Aslan Karatsev Stefanos Tsitsipas | Alexander Zverev Grigor Dimitrov Andrei Rubliov Rafael Nadal             |
| 8 feb 15 feb | Australian Open Melbourne, Australia Grand Slam 32.790.000 A$ – Dură 128S/128Q/64D/32X Simplu – Dublu – Mixt | Barbora Krejčíková Rajeev Ram 6–1, 6–4         | Samantha Stosur Matthew Ebden     | Aslan Karatsev Stefanos Tsitsipas | Alexander Zverev Grigor Dimitrov Andrei Rubliov Rafael Nadal             |
| 22 feb       | Open Sud de France Montpellier, Franța ATP Tour 250 323.970 € – Dură – 28S/16Q/16D                           | David Goffin 5–7, 6–4, 6–2                     | Roberto Bautista Agut             | Peter Gojowczyk Egor Gerasimov    | Ugo Humbert Dennis Novak Alejandro Davidovich Fokina Lorenzo Sonego      |
| 22 feb       | Open Sud de France Montpellier, Franța ATP Tour 250 323.970 € – Dură – 28S/16Q/16D                           | Henri Kontinen Édouard Roger-Vasselin 6–2, 7–5 | Jonathan Erlich Andrei Vasilevski | Peter Gojowczyk Egor Gerasimov    | Ugo Humbert Dennis Novak Alejandro Davidovich Fokina Lorenzo Sonego      |
| 22 feb       | Córdoba Open Córdoba, Argentina ATP Tour 250 393.935 $ – Zgură (roșie) – 28S/32Q/16D                         | Juan Manuel Cerúndolo 6–0, 2–6, 6–2            | Albert Ramos Viñolas              | Facundo Bagnis Federico Coria     | Diego Schwartzman Jozef Kovalík Thiago Monteiro Benoît Paire             |
| 22 feb       | Córdoba Open Córdoba, Argentina ATP Tour 250 393.935 $ – Zgură (roșie) – 28S/32Q/16D                         | Rafael Matos Felipe Meligeni Alves 6–4, 6–1    | Romain Arneodo Benoît Paire       | Facundo Bagnis Federico Coria     | Diego Schwartzman Jozef Kovalík Thiago Monteiro Benoît Paire             |
| 22 feb       | Singapore Open Singapore, Singapore ATP Tour 250 361.800 $ – Dură – 28S/16Q/16D                              | Alexei Popyrin 4–6, 6–0, 6–2                   | Alexander Bublik                  | Radu Albot Marin Čilić            | Adrian Mannarino Yoshihito Nishioka Kwon Soon-woo Matthew Ebden          |
| 22 feb       | Singapore Open Singapore, Singapore ATP Tour 250 361.800 $ – Dură – 28S/16Q/16D                              | Sander Gillé Joran Vliegen 6–2, 6–3            | Matthew Ebden John-Patrick Smith  | Radu Albot Marin Čilić            | Adrian Mannarino Yoshihito Nishioka Kwon Soon-woo Matthew Ebden          |

### Martie
| Săptămâna     | Turneu                                                                                                | Campioni                                             | Finaliști                          | Semifinaliști                          | Sferturi de finală                                                  |
| ------------- | --- | ---------------------------------------------------- | ---------------------------------- | -------------------------------------- | ------------------------------------------------------------------- |
| 1 mar         | Rotterdam Open Rotterdam, Țările de Jos ATP Tour 500 1.117.900 € – Dură – 32S/16Q/16D                 | Andrei Rubliov 7–6(7–4), 6–4                         | Márton Fucsovics                   | Borna Ćorić Stefanos Tsitsipas         | Kei Nishikori Tommy Paul Jérémy Chardy Karen Khachanov              |
| 1 mar         | Rotterdam Open Rotterdam, Țările de Jos ATP Tour 500 1.117.900 € – Dură – 32S/16Q/16D                 | Nikola Mektić Mate Pavić 7–6(9–7), 6–2               | Kevin Krawietz Horia Tecău         | Borna Ćorić Stefanos Tsitsipas         | Kei Nishikori Tommy Paul Jérémy Chardy Karen Khachanov              |
| 1 mar         | Argentina Open Buenos Aires, Argentina ATP Tour 250 411.940 $ – Zgură (roșie) – 28S/32Q/16D           | Diego Schwartzman 6–1, 6–2                           | Francisco Cerúndolo                | Miomir Kecmanović Albert Ramos Viñolas | Jaume Munar Laslo Đere Pablo Andújar Sumit Nagal                    |
| 1 mar         | Argentina Open Buenos Aires, Argentina ATP Tour 250 411.940 $ – Zgură (roșie) – 28S/32Q/16D           | Tomislav Brkić Nikola Ćaćić 6–3, 7–5                 | Ariel Behar Gonzalo Escobar        | Miomir Kecmanović Albert Ramos Viñolas | Jaume Munar Laslo Đere Pablo Andújar Sumit Nagal                    |
| 8 mar         | Qatar Open Doha, Qatar ATP Tour 250 890.920 $ – Dură – 28S/16Q/16D                                    | Nikoloz Basilașvili 7–6(7–5), 6–2                    | Roberto Bautista Agut              | Andrei Rubliov Taylor Fritz            | Dominic Thiem Márton Fucsovics Denis Șapovalov Roger Federer        |
| 8 mar         | Qatar Open Doha, Qatar ATP Tour 250 890.920 $ – Dură – 28S/16Q/16D                                    | Aslan Karatsev Andrei Rubliov 7–5, 6–4               | Marcus Daniell Philipp Oswald      | Andrei Rubliov Taylor Fritz            | Dominic Thiem Márton Fucsovics Denis Șapovalov Roger Federer        |
| 8 mar         | Open 13 Marseille, Franța ATP Tour 250 409.765 € – Dură – 28S/16Q/16D                                 | Daniil Medvedev 6–4, 6–7(4–7), 6–4                   | Pierre-Hugues Herbert              | Matthew Ebden Ugo Humbert              | Jannik Sinner Karen Khachanov Arthur Rinderknech Stefanos Tsitsipas |
| 8 mar         | Open 13 Marseille, Franța ATP Tour 250 409.765 € – Dură – 28S/16Q/16D                                 | Lloyd Glasspool Harri Heliövaara 7–5, 7–6(7–4)       | Sander Arends David Pel            | Matthew Ebden Ugo Humbert              | Jannik Sinner Karen Khachanov Arthur Rinderknech Stefanos Tsitsipas |
| 8 mar         | Chile Open Santiago, Chile ATP Tour 250 393.935 $ – Zgură (roșie) – 28S/32Q/16D                       | Cristian Garín 6–4, 6–7(3–7), 7–5                    | Facundo Bagnis                     | Daniel Elahi Galán Federico Delbonis   | Juan Pablo Varillas Roberto Carballés Baena Laslo Đere Holger Rune  |
| 8 mar         | Chile Open Santiago, Chile ATP Tour 250 393.935 $ – Zgură (roșie) – 28S/32Q/16D                       | Simone Bolelli Máximo González 7–6(7–4), 6–4         | Federico Delbonis Jaume Munar      | Daniel Elahi Galán Federico Delbonis   | Juan Pablo Varillas Roberto Carballés Baena Laslo Đere Holger Rune  |
| 15 mar        | Dubai Tennis Championships Dubai, Emiratele Arabe Unite ATP Tour 500 2.048.855 $ – Dură – 48S/24Q/16D | Aslan Karatsev 6–3, 6–2                              | Lloyd Harris                       | Denis Șapovalov Andrei Rubliov         | Kei Nishikori Jérémy Chardy Jannik Sinner Márton Fucsovics          |
| 15 mar        | Dubai Tennis Championships Dubai, Emiratele Arabe Unite ATP Tour 500 2.048.855 $ – Dură – 48S/24Q/16D | Juan Sebastián Cabal Robert Farah 7–6(7–0), 7–6(7–4) | Nikola Mektić Mate Pavić           | Denis Șapovalov Andrei Rubliov         | Kei Nishikori Jérémy Chardy Jannik Sinner Márton Fucsovics          |
| 15 mar        | Mexican Open Acapulco, Mexic ATP Tour 500 1.204.960 $ – Dură – 32S/32Q/16D                            | Alexander Zverev 6–4, 7–6(7–3)                       | Stefanos Tsitsipas                 | Lorenzo Musetti Dominik Koepfer        | Félix Auger-Aliassime Grigor Dimitrov Cameron Norrie Casper Ruud    |
| 15 mar        | Mexican Open Acapulco, Mexic ATP Tour 500 1.204.960 $ – Dură – 32S/32Q/16D                            | Ken Skupski Neal Skupski 7–6(7–3), 6–4               | Marcel Granollers Horacio Zeballos | Lorenzo Musetti Dominik Koepfer        | Félix Auger-Aliassime Grigor Dimitrov Cameron Norrie Casper Ruud    |
| 22 mar 29 mar | Miami Open Miami Gardens, Statele Unite ATP Tour Masters 1000 4.299.205 $ – Dură – 96S/48Q/32D        | Hubert Hurkacz 7–6(7–4), 6–4                         | Jannik Sinner                      | Roberto Bautista Agut Andrei Rubliov   | Daniil Medvedev Alexander Bublik Sebastian Korda Stefanos Tsitsipas |
| 22 mar 29 mar | Miami Open Miami Gardens, Statele Unite ATP Tour Masters 1000 4.299.205 $ – Dură – 96S/48Q/32D        | Nikola Mektić Mate Pavić 6–4, 6–4                    | Dan Evans Neal Skupski             | Roberto Bautista Agut Andrei Rubliov   | Daniil Medvedev Alexander Bublik Sebastian Korda Stefanos Tsitsipas |

### Aprilie
| Săptămâna | Turneu | Campioni                                       | Finaliști                     | Semifinaliști                           | Sferturi de finală                                                    |
| --------- | --- | ---------------------------------------------- | ----------------------------- | --------------------------------------- | --------------------------------------------------------------------- |
| 5 apr     | Andalucía Open Marbella, Spania ATP Tour 250 408.800 € – Zgură (roșie) – 28S/16Q/16D                               | Pablo Carreño Busta 6–1, 2–6, 6–4              | Jaume Munar                   | Albert Ramos Viñolas Carlos Alcaraz     | Kwon Soon-woo Norbert Gombos Casper Ruud Ilya Ivashka                 |
| 5 apr     | Andalucía Open Marbella, Spania ATP Tour 250 408.800 € – Zgură (roșie) – 28S/16Q/16D                               | Ariel Behar Gonzalo Escobar 6–2, 6–4           | Tomislav Brkić Nikola Ćaćić   | Albert Ramos Viñolas Carlos Alcaraz     | Kwon Soon-woo Norbert Gombos Casper Ruud Ilya Ivashka                 |
| 5 apr     | Sardegna Open Cagliari, Italia ATP Tour 250 408.800 € – Zgură (roșie) – 28S/16Q/16D                                | Lorenzo Sonego 2–6, 7–6(7–5), 6–4              | Laslo Đere                    | Nikoloz Basilașvili Taylor Fritz        | Lorenzo Musetti Jan-Lennard Struff Yannick Hanfmann Aljaž Bedene      |
| 5 apr     | Sardegna Open Cagliari, Italia ATP Tour 250 408.800 € – Zgură (roșie) – 28S/16Q/16D                                | Lorenzo Sonego Andrea Vavassori 6–3, 6–4       | Simone Bolelli Andrés Molteni | Nikoloz Basilașvili Taylor Fritz        | Lorenzo Musetti Jan-Lennard Struff Yannick Hanfmann Aljaž Bedene      |
| 12 apr    | Monte-Carlo Masters Roquebrune-Cap-Martin, Franța ATP Tour Masters 1000 2.460.585 € – Zgură (roșie) – 56S/28Q/28D  | Stefanos Tsitsipas 6–3, 6–3                    | Andrei Rubliov                | Dan Evans Casper Ruud                   | David Goffin Alejandro Davidovich Fokina Rafael Nadal Fabio Fognini   |
| 12 apr    | Monte-Carlo Masters Roquebrune-Cap-Martin, Franța ATP Tour Masters 1000 2.460.585 € – Zgură (roșie) – 56S/28Q/28D  | Nikola Mektić Mate Pavić 6–3, 4–6, [10–7]      | Dan Evans Neal Skupski        | Dan Evans Casper Ruud                   | David Goffin Alejandro Davidovich Fokina Rafael Nadal Fabio Fognini   |
| 19 apr    | Barcelona Open Barcelona, Spania ATP Tour 500 1.702.800 € – Zgură (roșie) – 48S/24Q/16D                            | Rafael Nadal 6–4, 6–7(6–8), 7–5                | Stefanos Tsitsipas            | Pablo Carreño Busta Jannik Sinner       | Cameron Norrie Diego Schwartzman Andrei Rubliov Félix Auger-Aliassime |
| 19 apr    | Barcelona Open Barcelona, Spania ATP Tour 500 1.702.800 € – Zgură (roșie) – 48S/24Q/16D                            | Juan Sebastián Cabal Robert Farah 6–4, 6–2     | Kevin Krawietz Horia Tecău    | Pablo Carreño Busta Jannik Sinner       | Cameron Norrie Diego Schwartzman Andrei Rubliov Félix Auger-Aliassime |
| 19 apr    | Serbia Open Belgrad, Serbia ATP Tour 250 711.800 € – Zgură (roșie) – 28S/16Q/16D                                   | Matteo Berrettini 6–1, 3–6, 7–6(7–0)           | Aslan Karatsev                | Novak Djokovic Taro Daniel              | Miomir Kecmanović Gianluca Mager Federico Delbonis Filip Krajinović   |
| 19 apr    | Serbia Open Belgrad, Serbia ATP Tour 250 711.800 € – Zgură (roșie) – 28S/16Q/16D                                   | Ivan Sabanov Matej Sabanov 6–3, 7–6(7–5)       | Ariel Behar Gonzalo Escobar   | Novak Djokovic Taro Daniel              | Miomir Kecmanović Gianluca Mager Federico Delbonis Filip Krajinović   |
| 26 apr    | Estoril Open Cascais, Portugalia ATP Tour 250 481.270 € – Zgură (roșie) – 28S/16Q/16D                              | Albert Ramos Viñolas 4–6, 6–3, 7–6(7–3)        | Cameron Norrie                | Alejandro Davidovich Fokina Marin Čilić | Corentin Moutet Ugo Humbert Kevin Anderson Cristian Garín             |
| 26 apr    | Estoril Open Cascais, Portugalia ATP Tour 250 481.270 € – Zgură (roșie) – 28S/16Q/16D                              | Hugo Nys Tim Pütz 7–5, 3–6, [10–3]             | Luke Bambridge Dominic Inglot | Alejandro Davidovich Fokina Marin Čilić | Corentin Moutet Ugo Humbert Kevin Anderson Cristian Garín             |
| 26 apr    | Bavarian International Tennis Championships Munchen, Germania ATP Tour 250 481.270 € – Zgură (roșie) – 28S/16Q/16D | Nikoloz Basilașvili 6–4, 7–6(7–5)              | Jan-Lennard Struff            | Ilya Ivashka Casper Ruud                | Alexander Zverev Filip Krajinović Norbert Gombos John Millman         |
| 26 apr    | Bavarian International Tennis Championships Munchen, Germania ATP Tour 250 481.270 € – Zgură (roșie) – 28S/16Q/16D | Wesley Koolhof Kevin Krawietz 4–6, 6–4, [10–5] | Sander Gillé Joran Vliegen    | Ilya Ivashka Casper Ruud                | Alexander Zverev Filip Krajinović Norbert Gombos John Millman         |

### Mai
| Săptămâna    | Turneu | Campioni                                               | Finaliști                           | Semifinaliști                   | Sferturi de finală                                                              |
| ------------ | --- | ------------------------------------------------------ | ----------------------------------- | ------------------------------- | ------------------------------------------------------------------------------- |
| 3 mai        | Madrid Open Madrid, Spania ATP Tour Masters 1000 3.226.325 € – Zgură (roșie) – 56S/28Q/28D                | Alexander Zverev 6–7(8–10), 6–4, 6–3                   | Matteo Berrettini                   | Dominic Thiem Casper Ruud       | Rafael Nadal John Isner Alexander Bublik Cristian Garín                         |
| 3 mai        | Madrid Open Madrid, Spania ATP Tour Masters 1000 3.226.325 € – Zgură (roșie) – 56S/28Q/28D                | Marcel Granollers Horacio Zeballos 1–6, 6–3, [10–8]    | Nikola Mektić Mate Pavić            | Dominic Thiem Casper Ruud       | Rafael Nadal John Isner Alexander Bublik Cristian Garín                         |
| 10 mai       | Italian Open Roma, Italia ATP Tour Masters 1000 2.563.710 € – Zgură (roșie) – 56S/28Q/32D                 | Rafael Nadal 7–5, 1–6, 6–3                             | Novak Djokovic                      | Lorenzo Sonego Reilly Opelka    | Stefanos Tsitsipas Andrei Rubliov Federico Delbonis Alexander Zverev            |
| 10 mai       | Italian Open Roma, Italia ATP Tour Masters 1000 2.563.710 € – Zgură (roșie) – 56S/28Q/32D                 | Nikola Mektić Mate Pavić 6–4, 7–6(7–4)                 | Rajeev Ram Joe Salisbury            | Lorenzo Sonego Reilly Opelka    | Stefanos Tsitsipas Andrei Rubliov Federico Delbonis Alexander Zverev            |
| 17 mai       | Geneva Open Geneva, Elveția ATP Tour 250 481.270 € – Zgură (roșie) – 28S/16Q/16D                          | Casper Ruud 7–6(8–6), 6–4                              | Denis Șapovalov                     | Pablo Andújar Pablo Cuevas      | Dominic Stricker Dominik Koepfer Grigor Dimitrov Laslo Đere                     |
| 17 mai       | Geneva Open Geneva, Elveția ATP Tour 250 481.270 € – Zgură (roșie) – 28S/16Q/16D                          | John Peers Michael Venus 6–2, 7–5                      | Simone Bolelli Máximo González      | Pablo Andújar Pablo Cuevas      | Dominic Stricker Dominik Koepfer Grigor Dimitrov Laslo Đere                     |
| 17 mai       | Lyon Open Lyon, Franța ATP Tour 250 481.270 € – Zgură (roșie) – 28S/16Q/16D                               | Stefanos Tsitsipas 6–3, 6–3                            | Cameron Norrie                      | Karen Khachanov Lorenzo Musetti | Arthur Rinderknech Richard Gasquet Aljaž Bedene Yoshihito Nishioka              |
| 17 mai       | Lyon Open Lyon, Franța ATP Tour 250 481.270 € – Zgură (roșie) – 28S/16Q/16D                               | Hugo Nys Tim Pütz 6–4, 5–7, [10–8]                     | Pierre-Hugues Herbert Nicolas Mahut | Karen Khachanov Lorenzo Musetti | Arthur Rinderknech Richard Gasquet Aljaž Bedene Yoshihito Nishioka              |
| 24 mai       | Emilia-Romagna Open Parma, Italia ATP Tour 250 480.000 € – Zgură (roșie) – 28S/16Q/16D                    | Sebastian Korda 6–2, 6–4                               | Marco Cecchinato                    | Tommy Paul Jaume Munar          | Yoshihito Nishioka Jan-Lennard Struff Norbert Gombos Richard Gasquet            |
| 24 mai       | Emilia-Romagna Open Parma, Italia ATP Tour 250 480.000 € – Zgură (roșie) – 28S/16Q/16D                    | Simone Bolelli Máximo González 6–3, 6–3                | Oliver Marach Aisam-ul-Haq Qureshi  | Tommy Paul Jaume Munar          | Yoshihito Nishioka Jan-Lennard Struff Norbert Gombos Richard Gasquet            |
| 24 mai       | Belgrade Open Belgrad, Serbia ATP Tour 250 511.000 € – Zgură (roșie) – 28S/16Q/16D                        | Novak Djokovic 6–4, 6–3                                | Alex Molčan                         | Andrej Martin Federico Delbonis | Federico Coria Dušan Lajović Fernando Verdasco Roberto Carballés Baena          |
| 24 mai       | Belgrade Open Belgrad, Serbia ATP Tour 250 511.000 € – Zgură (roșie) – 28S/16Q/16D                        | Jonathan Erlich Andrei Vasilevski 6–4, 6–1             | André Göransson Rafael Matos        | Andrej Martin Federico Delbonis | Federico Coria Dušan Lajović Fernando Verdasco Roberto Carballés Baena          |
| 31 mai 7 iun | French Open Paris, Franța Grand Slam 34.367.215 € – Zgură (roșie) 128S/128Q/64D/16X Simplu – Dublu – Mixt | Novak Djokovic 6–7(6–8), 2–6, 6–3, 6–2, 6–4            | Stefanos Tsitsipas                  | Rafael Nadal Alexander Zverev   | Matteo Berrettini Diego Schwartzman Alejandro Davidovich Fokina Daniil Medvedev |
| 31 mai 7 iun | French Open Paris, Franța Grand Slam 34.367.215 € – Zgură (roșie) 128S/128Q/64D/16X Simplu – Dublu – Mixt | Pierre-Hugues Herbert Nicolas Mahut 4–6, 7–6(7–1), 6–4 | Alexander Bublik Andrey Golubev     | Rafael Nadal Alexander Zverev   | Matteo Berrettini Diego Schwartzman Alejandro Davidovich Fokina Daniil Medvedev |
| 31 mai 7 iun | French Open Paris, Franța Grand Slam 34.367.215 € – Zgură (roșie) 128S/128Q/64D/16X Simplu – Dublu – Mixt | Desirae Krawczyk Joe Salisbury 2–6, 6–4, [10–5]        | Elena Vesnina Aslan Karatsev        | Rafael Nadal Alexander Zverev   | Matteo Berrettini Diego Schwartzman Alejandro Davidovich Fokina Daniil Medvedev |

### Iunie
| Săptămâna    | Turneu | Campioni                                             | Finaliști                            | Semifinaliști                             | Sferturi de finală                                                   |
| ------------ | --- | ---------------------------------------------------- | ------------------------------------ | ----------------------------------------- | -------------------------------------------------------------------- |
| 7 iun        | Stuttgart Open Stuttgart, Germania ATP Tour 250 618.735 € – Iarbă – 28S/16Q/16D                                             | Marin Čilić 7–6(7–2), 6–3                            | Félix Auger-Aliassime                | Jurij Rodionov Sam Querrey                | Denis Șapovalov Alex de Minaur Ugo Humbert Dominic Stricker          |
| 7 iun        | Stuttgart Open Stuttgart, Germania ATP Tour 250 618.735 € – Iarbă – 28S/16Q/16D                                             | Marcelo Demoliner Santiago González 4–6, 6–3, [10–8] | Ariel Behar Gonzalo Escobar          | Jurij Rodionov Sam Querrey                | Denis Șapovalov Alex de Minaur Ugo Humbert Dominic Stricker          |
| 14 iun       | Halle Open Halle, Germania ATP Tour 500 1.455.925 € – Iarbă – 32S/24Q/24D                                                   | Ugo Humbert 6–3, 7–6(7–4)                            | Andrei Rubliov                       | Félix Auger-Aliassime Nikoloz Basilașvili | Marcos Giron Sebastian Korda Philipp Kohlschreiber Lloyd Harris      |
| 14 iun       | Halle Open Halle, Germania ATP Tour 500 1.455.925 € – Iarbă – 32S/24Q/24D                                                   | Kevin Krawietz Horia Tecău 7–6(7–4), 6–4             | Félix Auger-Aliassime Hubert Hurkacz | Félix Auger-Aliassime Nikoloz Basilașvili | Marcos Giron Sebastian Korda Philipp Kohlschreiber Lloyd Harris      |
| 14 iun       | Queen's Club Championships Londra, Marea Britanie ATP Tour 500 1.427.455 € – Iarbă – 32S/16Q/24D                            | Matteo Berrettini 6–4, 6–7(5–7), 6–3                 | Cameron Norrie                       | Alex de Minaur Denis Șapovalov            | Dan Evans Marin Čilić Jack Draper Frances Tiafoe                     |
| 14 iun       | Queen's Club Championships Londra, Marea Britanie ATP Tour 500 1.427.455 € – Iarbă – 32S/16Q/24D                            | Pierre-Hugues Herbert Nicolas Mahut 6–4, 7–5         | Reilly Opelka John Peers             | Alex de Minaur Denis Șapovalov            | Dan Evans Marin Čilić Jack Draper Frances Tiafoe                     |
| 21 iun       | Eastbourne International Eastbourne, Marea Britanie ATP Tour 250 609.065 € – Iarbă – 28S/16Q/16D                            | Alex de Minaur 4–6, 6–4, 7–6(7–5)                    | Lorenzo Sonego                       | Max Purcell Kwon Soon-woo                 | Andreas Seppi Alexander Bublik Ilya Ivashka Vasek Pospisil           |
| 21 iun       | Eastbourne International Eastbourne, Marea Britanie ATP Tour 250 609.065 € – Iarbă – 28S/16Q/16D                            | Nikola Mektić Mate Pavić 6–4, 6–3                    | Rajeev Ram Joe Salisbury             | Max Purcell Kwon Soon-woo                 | Andreas Seppi Alexander Bublik Ilya Ivashka Vasek Pospisil           |
| 21 iun       | Mallorca Championships Santa Ponsa, Spania ATP Tour 250 783.655 € – Iarbă – 28S/16Q/16D                                     | Daniil Medvedev 6–4, 6–2                             | Sam Querrey                          | Pablo Carreño Busta Adrian Mannarino      | Casper Ruud Jordan Thompson Roberto Bautista Agut Feliciano López    |
| 21 iun       | Mallorca Championships Santa Ponsa, Spania ATP Tour 250 783.655 € – Iarbă – 28S/16Q/16D                                     | Simone Bolelli Máximo González Walkover              | Novak Djokovic Carlos Gómez-Herrera  | Pablo Carreño Busta Adrian Mannarino      | Casper Ruud Jordan Thompson Roberto Bautista Agut Feliciano López    |
| 28 iun 5 iul | Campionatele de la Wimbledon Londra, Marea Britanie Grand Slam 17.066.000 £ – Iarbă 128S/128Q/64D/48X Simplu – Dublu – Mixt | Novak Djokovic 6–7(4–7), 6–4, 6–4, 6–3               | Matteo Berrettini                    | Denis Șapovalov Hubert Hurkacz            | Márton Fucsovics Karen Khachanov Félix Auger-Aliassime Roger Federer |
| 28 iun 5 iul | Campionatele de la Wimbledon Londra, Marea Britanie Grand Slam 17.066.000 £ – Iarbă 128S/128Q/64D/48X Simplu – Dublu – Mixt | Nikola Mektić Mate Pavić 6–4, 7–6(7–5), 2–6, 7–5     | Marcel Granollers Horacio Zeballos   | Denis Șapovalov Hubert Hurkacz            | Márton Fucsovics Karen Khachanov Félix Auger-Aliassime Roger Federer |
| 28 iun 5 iul | Campionatele de la Wimbledon Londra, Marea Britanie Grand Slam 17.066.000 £ – Iarbă 128S/128Q/64D/48X Simplu – Dublu – Mixt | Neal Skupski Desirae Krawczyk 6–2, 7–6(7–1)          | Joe Salisbury Harriet Dart           | Denis Șapovalov Hubert Hurkacz            | Márton Fucsovics Karen Khachanov Félix Auger-Aliassime Roger Federer |

### Iulie
| Săptămâna | Turneu                                                                                             | Campioni                                                      | Finaliști                      | Semifinaliști                                                     | Sferturi de finală                                                 |
| --------- | -------------------------------------------------------------------------------------------------- | ------------------------------------------------------------- | ------------------------------ | ----------------------------------------------------------------- | ------------------------------------------------------------------ |
| 12 iul    | Hamburg European Open Hamburg, Germania ATP Tour 500 1.168.220 € – Zgură (roșie) – 28S/24Q/16D     | Pablo Carreño Busta 6–2, 6–4                                  | Filip Krajinović               | Laslo Đere Federico Delbonis                                      | Stefanos Tsitsipas Nikoloz Basilașvili Benoît Paire Dušan Lajović  |
| 12 iul    | Hamburg European Open Hamburg, Germania ATP Tour 500 1.168.220 € – Zgură (roșie) – 28S/24Q/16D     | Tim Pütz Michael Venus 6–3, 6–7(7–3), [10–8]                  | Kevin Krawietz Horia Tecău     | Laslo Đere Federico Delbonis                                      | Stefanos Tsitsipas Nikoloz Basilașvili Benoît Paire Dušan Lajović  |
| 12 iul    | Hall of Fame Open Newport, Statele Unite ATP Tour 250 535.535 $ – Iarbă – 28S/16Q/16D              | Kevin Anderson 7–6(10–8), 6–4                                 | Jenson Brooksby                | Alexander Bublik Jordan Thompson                                  | Jason Jung Jack Sock Peter Gojowczyk Maxime Cressy                 |
| 12 iul    | Hall of Fame Open Newport, Statele Unite ATP Tour 250 535.535 $ – Iarbă – 28S/16Q/16D              | William Blumberg Jack Sock 6–2, 7–6(7–3)                      | Austin Krajicek Vasek Pospisil | Alexander Bublik Jordan Thompson                                  | Jason Jung Jack Sock Peter Gojowczyk Maxime Cressy                 |
| 12 iul    | Swedish Open Båstad, Suedia ATP Tour 250 481.270 € – Zgură (roșie) – 28S/16Q/16D                   | Casper Ruud 6–3, 6–3                                          | Federico Coria                 | Roberto Carballés Baena Yannick Hanfmann                          | Henri Laaksonen Norbert Gombos Arthur Rinderknech Cristian Garín   |
| 12 iul    | Swedish Open Båstad, Suedia ATP Tour 250 481.270 € – Zgură (roșie) – 28S/16Q/16D                   | Sander Arends David Pel 6–4, 6–2                              | Andre Begemann Albano Olivetti | Roberto Carballés Baena Yannick Hanfmann                          | Henri Laaksonen Norbert Gombos Arthur Rinderknech Cristian Garín   |
| 19 iul    | Croatia Open Umag, Croația ATP Tour 250 481.270 € – Zgură (roșie) – 28S/16Q/16D                    | Carlos Alcaraz 6–2, 6–2                                       | Richard Gasquet                | Albert Ramos Viñolas Daniel Altmaier                              | Stefano Travaglia Filip Krajinović Damir Džumhur Dušan Lajović     |
| 19 iul    | Croatia Open Umag, Croația ATP Tour 250 481.270 € – Zgură (roșie) – 28S/16Q/16D                    | Fernando Romboli David Vega Hernández 6–3, 7–5                | Tomislav Brkić Nikola Ćaćić    | Albert Ramos Viñolas Daniel Altmaier                              | Stefano Travaglia Filip Krajinović Damir Džumhur Dušan Lajović     |
| 19 iul    | Swiss Open Gstaad, Elveția ATP Tour 250 481.270 € – Zgură (roșie) – 28S/16Q/16D                    | Casper Ruud 6–3, 6–2                                          | Hugo Gaston                    | Vít Kopřiva Laslo Đere                                            | Mikael Ymer Benoît Paire Cristian Garín Arthur Rinderknech         |
| 19 iul    | Swiss Open Gstaad, Elveția ATP Tour 250 481.270 € – Zgură (roșie) – 28S/16Q/16D                    | Marc-Andrea Hüsler Dominic Stricker 6–1, 7–6(9–7)             | Szymon Walków Jan Zieliński    | Vít Kopřiva Laslo Đere                                            | Mikael Ymer Benoît Paire Cristian Garín Arthur Rinderknech         |
| 19 iul    | Los Cabos Open Cabo San Lucas, Mexic ATP Tour 250 694.655 $ – Dură – 28S/16Q/16D                   | Cameron Norrie 6–2, 6–2                                       | Brandon Nakashima              | Taylor Fritz John Isner                                           | Ernesto Escobedo Steve Johnson Jordan Thompson Alex Bolt           |
| 19 iul    | Los Cabos Open Cabo San Lucas, Mexic ATP Tour 250 694.655 $ – Dură – 28S/16Q/16D                   | Hans Hach Verdugo John Isner 5–7, 6–2, [10–4]                 | Hunter Reese Sem Verbeek       | Taylor Fritz John Isner                                           | Ernesto Escobedo Steve Johnson Jordan Thompson Alex Bolt           |
| 26 iul    | Jocurile Olimpice de vară Tokyo, Japonia Jocuri Olimpice Dură – 64S/32D/16X Simplu – Dublu – Mixtw | Aur                                                           | Argint                         | Bronz                                                             | Sferturi de finală                                                 |
| 26 iul    | Jocurile Olimpice de vară Tokyo, Japonia Jocuri Olimpice Dură – 64S/32D/16X Simplu – Dublu – Mixtw | Alexander Zverev 6–3, 6–1                                     | Karen Khachanov                | Pablo Carreño Busta 6–4, 6–7(6–8), 6–3 Locul patru Novak Djokovic | Kei Nishikori Jérémy Chardy Ugo Humbert Daniil Medvedev            |
| 26 iul    | Jocurile Olimpice de vară Tokyo, Japonia Jocuri Olimpice Dură – 64S/32D/16X Simplu – Dublu – Mixtw | Nikola Mektić Mate Pavić 6–4, 3–6, [10–6]                     | Marin Čilić Ivan Dodig         | Pablo Carreño Busta 6–4, 6–7(6–8), 6–3 Locul patru Novak Djokovic | Kei Nishikori Jérémy Chardy Ugo Humbert Daniil Medvedev            |
| 26 iul    | Jocurile Olimpice de vară Tokyo, Japonia Jocuri Olimpice Dură – 64S/32D/16X Simplu – Dublu – Mixtw | Anastasia Pavliucenkova Andrei Rubliov 6–3, 6–7(5–7), [13–11] | Elena Vesnina Aslan Karatsev   | Pablo Carreño Busta 6–4, 6–7(6–8), 6–3 Locul patru Novak Djokovic | Kei Nishikori Jérémy Chardy Ugo Humbert Daniil Medvedev            |
| 26 iul    | Atlanta Open Atlanta, Statele Unite ATP Tour 250 638.385 $ – Dură – 28S/16Q/16D<                   | John Isner 7–6 (10–8), 7–5                                    | Brandon Nakashima              | Emil Ruusuvuori Taylor Fritz                                      | Jordan Thompson Cameron Norrie Reilly Opelka Christopher O'Connell |
| 26 iul    | Atlanta Open Atlanta, Statele Unite ATP Tour 250 638.385 $ – Dură – 28S/16Q/16D<                   | Reilly Opelka Jannik Sinner 6–4, 6–7(6–8), [10–3]             | Steve Johnson Jordan Thompson  | Emil Ruusuvuori Taylor Fritz                                      | Jordan Thompson Cameron Norrie Reilly Opelka Christopher O'Connell |
| 26 iul    | Austrian Open Kitzbühel Kitzbühel, Austria ATP Tour 250 481.270 € – Zgură (roșie) – 28S/16Q/16D    | Casper Ruud 6–1, 4–6, 6–3                                     | Pedro Martínez                 | Arthur Rinderknech Daniel Altmaier                                | Mikael Ymer Filip Krajinović Gianluca Mager Jozef Kovalík          |
| 26 iul    | Austrian Open Kitzbühel Kitzbühel, Austria ATP Tour 250 481.270 € – Zgură (roșie) – 28S/16Q/16D    | Alexander Erler Lucas Miedler 7–5, 7–6(7–5)                   | Roman Jebavý Matwé Middelkoop  | Arthur Rinderknech Daniel Altmaier                                | Mikael Ymer Filip Krajinović Gianluca Mager Jozef Kovalík          |

### August
| Săptămâna    | Turneu | Campioni                                               | Finaliști                      | Semifinaliști                          | Sferturi de finală                                                    |
| ------------ | --- | ------------------------------------------------------ | ------------------------------ | -------------------------------------- | --------------------------------------------------------------------- |
| 2 aug        | Washington Open Washington, Statele Unite ATP Tour 500 2.046.340 $ – Dură – 48S/24Q/16D                       | Jannik Sinner 7–5, 4–6, 7–5                            | Mackenzie McDonald             | Kei Nishikori Jenson Brooksby          | Lloyd Harris Denis Kudla Steve Johnson John Millman                   |
| 2 aug        | Washington Open Washington, Statele Unite ATP Tour 500 2.046.340 $ – Dură – 48S/24Q/16D                       | Raven Klaasen Ben McLachlan 7–6(7–4), 6–4              | Neal Skupski Michael Venus     | Kei Nishikori Jenson Brooksby          | Lloyd Harris Denis Kudla Steve Johnson John Millman                   |
| 9 aug        | Canadian Open Toronto, Canada ATP Tour Masters 1000 3.487.915 $ – Dură – 48S/24Q/28D                          | Daniil Medvedev 6–4, 6–3                               | Reilly Opelka                  | John Isner Stefanos Tsitsipas          | Hubert Hurkacz Gaël Monfils Casper Ruud Roberto Bautista Agut         |
| 9 aug        | Canadian Open Toronto, Canada ATP Tour Masters 1000 3.487.915 $ – Dură – 48S/24Q/28D                          | Rajeev Ram Joe Salisbury 6–3, 4–6, [10–3]              | Nikola Mektić Mate Pavić       | John Isner Stefanos Tsitsipas          | Hubert Hurkacz Gaël Monfils Casper Ruud Roberto Bautista Agut         |
| 16 aug       | Cincinnati Masters Mason, Statele Unite ATP Tour Masters 1000 3.707.550 $ – Dură – 56S/28Q/28D                | Alexander Zverev 6–2, 6–3                              | Andrei Rubliov                 | Daniil Medvedev Stefanos Tsitsipas     | Pablo Carreño Busta Benoît Paire Casper Ruud Félix Auger-Aliassime    |
| 16 aug       | Cincinnati Masters Mason, Statele Unite ATP Tour Masters 1000 3.707.550 $ – Dură – 56S/28Q/28D                | Marcel Granollers Horacio Zeballos 7–6(7–5), 7–6(7–5)  | Steve Johnson Austin Krajicek  | Daniil Medvedev Stefanos Tsitsipas     | Pablo Carreño Busta Benoît Paire Casper Ruud Félix Auger-Aliassime    |
| 23 aug       | Winston-Salem Open Winston-Salem, Statele Unite ATP Tour 250 807.210 $ – Dură – 48S/16Q/16D                   | Ilya Ivashka 6–0, 6–2                                  | Mikael Ymer                    | Emil Ruusuvuori Carlos Alcaraz         | Pablo Carreño Busta Richard Gasquet Marcos Giron Frances Tiafoe       |
| 23 aug       | Winston-Salem Open Winston-Salem, Statele Unite ATP Tour 250 807.210 $ – Dură – 48S/16Q/16D                   | Marcelo Arévalo Matwé Middelkoop 6–7(5–7), 7–5, [10–6] | Ivan Dodig Austin Krajicek     | Emil Ruusuvuori Carlos Alcaraz         | Pablo Carreño Busta Richard Gasquet Marcos Giron Frances Tiafoe       |
| 30 aug 6 sep | US Open New York City, Statele Unite Grand Slam 27.200.000 $ – Dură – 128S/128Q/64D/32X Simplu – Dublu – Mixt | Daniil Medvedev 6–4, 6–4, 6–4                          | Novak Djokovic                 | Alexander Zverev Félix Auger-Aliassime | Matteo Berrettini Lloyd Harris Carlos Alcaraz Botic van de Zandschulp |
| 30 aug 6 sep | US Open New York City, Statele Unite Grand Slam 27.200.000 $ – Dură – 128S/128Q/64D/32X Simplu – Dublu – Mixt | Rajeev Ram Joe Salisbury 3–6, 6–2, 6–2                 | Jamie Murray Bruno Soares      | Alexander Zverev Félix Auger-Aliassime | Matteo Berrettini Lloyd Harris Carlos Alcaraz Botic van de Zandschulp |
| 30 aug 6 sep | US Open New York City, Statele Unite Grand Slam 27.200.000 $ – Dură – 128S/128Q/64D/32X Simplu – Dublu – Mixt | Desirae Krawczyk Joe Salisbury 7–5, 6–2                | Giuliana Olmos Marcelo Arévalo | Alexander Zverev Félix Auger-Aliassime | Matteo Berrettini Lloyd Harris Carlos Alcaraz Botic van de Zandschulp |

### Septembrie
| Săptămâna | Turneu                                                                              | Campioni                                         | Finaliști                         | Semifinaliști                  | Sferturi de finală                                              |
| --------- | ----------------------------------------------------------------------------------- | ------------------------------------------------ | --------------------------------- | ------------------------------ | --------------------------------------------------------------- |
| 13 sep    | Nu sunt programate turnee                                                           | Nu sunt programate turnee                        | Nu sunt programate turnee         | Nu sunt programate turnee      | Nu sunt programate turnee                                       |
| 20 sep    | Cupa Laver Boston, Statele Unite Dură                                               | Echipa Europa 14–1                               | Echipa Restul Lumii               |                                |                                                                 |
| 20 sep    | Astana Open Nur-Sultan, Kazakhstan ATP Tour 250 541.800 $ – Dură – 28S/16Q/16D      | Kwon Soon-woo 7–6(8–6), 6–3                      | James Duckworth                   | Ilya Ivashka Alexander Bublik  | Emil Ruusuvuori John Millman Laslo Đere Carlos Taberner         |
| 20 sep    | Astana Open Nur-Sultan, Kazakhstan ATP Tour 250 541.800 $ – Dură – 28S/16Q/16D      | Santiago González Andrés Molteni 6–1, 6–2        | Jonathan Erlich Andrei Vasilevski | Ilya Ivashka Alexander Bublik  | Emil Ruusuvuori John Millman Laslo Đere Carlos Taberner         |
| 20 sep    | Moselle Open Metz, Franța ATP Tour 250 481.270 $ – Dură – 28S/16Q/16D               | Hubert Hurkacz 7–6(7–2), 6–3                     | Pablo Carreño Busta               | Peter Gojowczyk Gaël Monfils   | Andy Murray Marcos Giron Nikoloz Basilașvili Holger Rune        |
| 20 sep    | Moselle Open Metz, Franța ATP Tour 250 481.270 $ – Dură – 28S/16Q/16D               | Hubert Hurkacz Jan Zieliński 7–5, 6–3            | Hugo Nys Arthur Rinderknech       | Peter Gojowczyk Gaël Monfils   | Andy Murray Marcos Giron Nikoloz Basilașvili Holger Rune        |
| 27 sep    | San Diego Open San Diego, Statele Unite ATP Tour 250 600.000 $ - Dură – 28S/16Q/16D | Casper Ruud 6–0, 6–2                             | Cameron Norrie                    | Andrei Rubliov Grigor Dimitrov | Diego Schwartzman Denis Șapovalov Aslan Karatsev Lorenzo Sonego |
| 27 sep    | San Diego Open San Diego, Statele Unite ATP Tour 250 600.000 $ - Dură – 28S/16Q/16D | Joe Salisbury Neal Skupski 7–6(7–2), 3–6, [10–5] | John Peers Filip Polášek          | Andrei Rubliov Grigor Dimitrov | Diego Schwartzman Denis Șapovalov Aslan Karatsev Lorenzo Sonego |
| 27 sep    | Sofia Open Sofia, Bulgaria ATP Tour 250 389.270 € - Dură – 28S/16Q/16D              | Jannik Sinner 6–3, 6–4                           | Gaël Monfils                      | Filip Krajinović Marcos Giron  | James Duckworth Kamil Majchrzak John Millman Gianluca Mager     |
| 27 sep    | Sofia Open Sofia, Bulgaria ATP Tour 250 389.270 € - Dură – 28S/16Q/16D              | Jonny O'Mara Ken Skupski 6–3, 6–4                | Oliver Marach Philipp Oswald      | Filip Krajinović Marcos Giron  | James Duckworth Kamil Majchrzak John Millman Gianluca Mager     |

### Octombrie
| Săptămâna    | Turneu | Campioni                                           | Finaliști                        | Semifinaliști                              | Sferturi de finală                                                                |
| ------------ | --- | -------------------------------------------------- | -------------------------------- | ------------------------------------------ | --------------------------------------------------------------------------------- |
| 4 Oct 11 oct | Indian Wells Masters Indian Wells, Statele Unite ATP Tour Masters 1000 9.146.125 $ – Dură – 96S/48Q/32D Simplu – Dublu | Cameron Norrie 3–6, 6–4, 6–1                       | Nikoloz Basilașvili              | Grigor Dimitrov Taylor Fritz               | Hubert Hurkacz Diego Schwartzman Alexander Zverev Stefanos Tsitsipas              |
| 4 Oct 11 oct | Indian Wells Masters Indian Wells, Statele Unite ATP Tour Masters 1000 9.146.125 $ – Dură – 96S/48Q/32D Simplu – Dublu | John Peers Filip Polášek 6–3, 7–6(7–5)             | Aslan Karatsev Andrei Rubliov    | Grigor Dimitrov Taylor Fritz               | Hubert Hurkacz Diego Schwartzman Alexander Zverev Stefanos Tsitsipas              |
| 18 oct       | Cupa Kremlin Moscova, Rusia ATP Tour 250 779.515 $ – Dură – 28S/16Q/16D                                                | Aslan Karatsev 6–2, 6–4                            | Marin Čilić                      | Ričardas Berankis Karen Khachanov          | Adrian Mannarino Pedro Martínez John Millman Gilles Simon                         |
| 18 oct       | Cupa Kremlin Moscova, Rusia ATP Tour 250 779.515 $ – Dură – 28S/16Q/16D                                                | Harri Heliövaara Matwé Middelkoop 7–5, 4–6, [11–9] | Tomislav Brkić Nikola Ćaćić      | Ričardas Berankis Karen Khachanov          | Adrian Mannarino Pedro Martínez John Millman Gilles Simon                         |
| 18 oct       | European Open Antwerp, Belgia ATP Tour 250 584.125 € – Dură – 28S/16Q/16D                                              | Jannik Sinner 6–2, 6–2                             | Diego Schwartzman                | Lloyd Harris Jenson Brooksby               | Arthur Rinderknech Márton Fucsovics Alejandro Davidovich Fokina Brandon Nakashima |
| 18 oct       | European Open Antwerp, Belgia ATP Tour 250 584.125 € – Dură – 28S/16Q/16D                                              | Nicolas Mahut Fabrice Martin 6–0, 6–1              | Wesley Koolhof Jean-Julien Rojer | Lloyd Harris Jenson Brooksby               | Arthur Rinderknech Márton Fucsovics Alejandro Davidovich Fokina Brandon Nakashima |
| 25 oct       | Vienna Open Viena, Austria ATP Tour 500 1.974.510 € – Dură – 32S/16Q/16D                                               | Alexander Zverev 7–5, 6–4                          | Frances Tiafoe                   | Jannik Sinner Carlos Alcaraz               | Diego Schwartzman Casper Ruud Matteo Berrettini Félix Auger-Aliassime             |
| 25 oct       | Vienna Open Viena, Austria ATP Tour 500 1.974.510 € – Dură – 32S/16Q/16D                                               | Juan Sebastián Cabal Robert Farah 6–4, 6–2         | Rajeev Ram Joe Salisbury         | Jannik Sinner Carlos Alcaraz               | Diego Schwartzman Casper Ruud Matteo Berrettini Félix Auger-Aliassime             |
| 25 oct       | St. Petersburg Open St. Petersburg, Rusia ATP Tour 250 932.370 $ – Dură – 28S/16Q/16D                                  | Marin Čilić 7–6(7–3), 4–6, 6–4                     | Taylor Fritz                     | Botic van de Zandschulp Jan-Lennard Struff | Andrei Rubliov Roberto Bautista Agut John Millman Denis Șapovalov                 |
| 25 oct       | St. Petersburg Open St. Petersburg, Rusia ATP Tour 250 932.370 $ – Dură – 28S/16Q/16D                                  | Jamie Murray Bruno Soares 6–3, 6–4                 | Andrey Golubev Hugo Nys          | Botic van de Zandschulp Jan-Lennard Struff | Andrei Rubliov Roberto Bautista Agut John Millman Denis Șapovalov                 |

### Noiembrie
| Săptămâna     | Turneu                                                                                            | Campioni                                          | Finaliști                              | Semifinaliști                        | Sferturi de finală                                                                                          |
| ------------- | ------------------------------------------------------------------------------------------------- | ------------------------------------------------- | -------------------------------------- | ------------------------------------ | --- |
| 1 nov         | Paris Masters Paris, Franța ATP Tour Masters 1000 3.084.450 € – Dură – 56S/28Q/24D Simplu – Dublu | Novak Djokovic 4-6, 6-3, 6-3                      | Daniil Medvedev                        | Hubert Hurkacz Alexander Zverev      | Taylor Fritz James Duckworth Casper Ruud Hugo Gaston                                                        |
| 1 nov         | Paris Masters Paris, Franța ATP Tour Masters 1000 3.084.450 € – Dură – 56S/28Q/24D Simplu – Dublu | Tim Pütz Michael Venus 6–3, 6–7(4–7), [11–9]      | Pierre-Hugues Herbert Nicolas Mahut    | Hubert Hurkacz Alexander Zverev      | Taylor Fritz James Duckworth Casper Ruud Hugo Gaston                                                        |
| 8 nov         | Stockholm Open Stockholm, Suedia ATP Tour 250 635.750 € – Dură – 28S/16Q/16D                      | Tommy Paul 6–4, 2–6, 6–4                          | Denis Shapovalov                       | Frances Tiafoe Félix Auger-Aliassime | Andy Murray Dan Evans Arthur Rinderknech Botic van de Zandschulp                                            |
| 8 nov         | Stockholm Open Stockholm, Suedia ATP Tour 250 635.750 € – Dură – 28S/16Q/16D                      | Santiago González Andrés Molteni 6–2, 6–2         | Aisam-ul-Haq Qureshi Jean-Julien Rojer | Frances Tiafoe Félix Auger-Aliassime | Andy Murray Dan Evans Arthur Rinderknech Botic van de Zandschulp                                            |
| 8 nov         | Next Generation ATP Finals Milano, Italia Next Generation ATP Finals 1.300.000 $ – Dură – 8S (RR) | Carlos Alcaraz 4–3(7–5), 4–2, 4–2                 | Sebastian Korda                        | Sebastián Báez Brandon Nakashima     | Round Robin Juan Manuel Cerúndolo Hugo Gaston Lorenzo Musetti Holger Rune                                   |
| 8 nov 15 nov  | Turneul Campionilor Torino, Italia Finala ATP 7.250.000 $ – Dură – 8S/8D (RR) Simplu – Dublu      | Alexander Zverev 6–4, 6–4                         | Daniil Medvedev                        | Novak Djokovic Casper Ruud           | Round Robin Matteo Berrettini Hubert Hurkacz Cameron Norrie Andrei Rubliov Jannik Sinner Stefanos Tsitsipas |
| 8 nov 15 nov  | Turneul Campionilor Torino, Italia Finala ATP 7.250.000 $ – Dură – 8S/8D (RR) Simplu – Dublu      | Pierre-Hugues Herbert Nicolas Mahut 6–4, 7–6(7–0) | Rajeev Ram Joe Salisbury               | Novak Djokovic Casper Ruud           | Round Robin Matteo Berrettini Hubert Hurkacz Cameron Norrie Andrei Rubliov Jannik Sinner Stefanos Tsitsipas |
| 22 nov 29 nov | Finala Cupei Davis Madrid, Spania Torino, Italia Innsbruck, Austria Dură                          | Rusia 2–0                                         | Croația                                | Germania Serbia                      | Suedia Regatul Unit Italia Kazahstan                                                                        |

## Informații statistice
Aceste tabele prezintă numărul de titluri de simplu (S), dublu (D) și dublu mixt (X) câștigate de fiecare jucător și fiecare țară în timpul sezonului, în cadrul tuturor categoriilor de turnee ale turneului ATP 2021: turneele de Grand Slam, Turneul Campionilor, ATP Tour Masters 1000, seria ATP Tour 500, seria ATP Tour 250. Jucătorii/țările sunt sortate după:
1. Numărul total de titluri (un titlu de dublu câștigat de doi jucători care reprezintă aceeași țară reprezintă o singură victorie pentru țară);
2. Importanța cumulată a acestor titluri (o victorie de Grand Slam egal cu două victorii Masters 1000, o victorie la Finala ATP egal cu o victorie Masters 1000 și jumătate, o victorie Masters 1000 egal cu două victorii de evenimente 500, o victorie de evenimente 500 egal cu două evenimente 350 câștigate);
3. Ierarhie simplu > dublu > dublu mixt;
4. Ordine alfabetică (după numele de familie al jucătorului).

| Grand Slam            |
| Jocuri Olimpice       |
| Finala ATP            |
| ATP Tour Masters 1000 |
| ATP Tour 500          |
| ATP Tour 250          |

### Titluri câștigate per jucător
| Total | Jucător                      | Grand Slam | Grand Slam | Grand Slam | Jocuri Olmpice | Jocuri Olmpice | Jocuri Olmpice | FInala ATP | FInala ATP | Masters 1000 | Masters 1000 | Tour 500 | Tour 500 | Tour 250 | Tour 250 | Total | Total | Total |
| Total | Jucător                      | S          | D          | X          | S              | D              | X              | S          | D          | S            | D            | S        | D        | S        | D        | S     | D     | X     |
| ----- | ---------------------------- | ---------- | ---------- | ---------- | -------------- | -------------- | -------------- | ---------- | ---------- | ------------ | ------------ | -------- | -------- | -------- | -------- | ----- | ----- | ----- |
| 9     | Nikola Mektić (CRO)          |            | ●          |            |                | ●              |                |            |            |              | ●            |          | ●        |          | ●        | 0     | 9     | 0     |
| 9     | Mate Pavić (CRO)             |            | ●          |            |                | ●              |                |            |            |              | ●            |          | ●        |          | ●        | 0     | 9     | 0     |
| 6     | Alexander Zverev (GER)       |            |            |            | ●              |                |                | ●          |            | ●            |              | ●        |          |          |          | 6     | 0     | 0     |
| 5     | Novak Djokovic (SRB)         | ●          |            |            |                |                |                |            |            | ●            |              |          |          | ●        |          | 5     | 0     | 0     |
| 5     | Joe Salisbury (GBR)          |            | ●          | ●          |                |                |                |            |            |              | ●            |          |          |          | ●        | 0     | 3     | 2     |
| 5     | Jannik Sinner (ITA)          |            |            |            |                |                |                |            |            |              |              | ●        |          | ●        | ●        | 4     | 1     | 0     |
| 5     | Casper Ruud (NOR)            |            |            |            |                |                |                |            |            |              |              |          |          | ●        |          | 5     | 0     | 0     |
| 4     | Daniil Medvedev (RUS)        | ●          |            |            |                |                |                |            |            | ●            |              |          |          | ●        |          | 4     | 0     | 0     |
| 4     | Nicolas Mahut (FRA)          |            | ●          |            |                |                |                |            | ●          |              |              |          | ●        |          | ●        | 0     | 4     | 0     |
| 4     | Hubert Hurkacz (POL)         |            |            |            |                |                |                |            |            | ●            |              |          |          | ●        | ●        | 3     | 1     | 0     |
| 4     | Tim Pütz (GER)               |            |            |            |                |                |                |            |            |              | ●            |          | ●        |          | ●        | 0     | 4     | 0     |
| 4     | Máximo González (ARG)        |            |            |            |                |                |                |            |            |              |              |          |          |          | ●        | 0     | 4     | 0     |
| 3     | Rajeev Ram (USA)             |            | ●          | ●          |                |                |                |            |            |              | ●            |          |          |          |          | 0     | 2     | 1     |
| 3     | Pierre-Hugues Herbert (FRA)  |            | ●          |            |                |                |                |            | ●          |              |              |          | ●        |          |          | 0     | 3     | 0     |
| 3     | Neal Skupski (GBR)           |            |            | ●          |                |                |                |            |            |              |              |          | ●        |          | ●        | 0     | 2     | 1     |
| 3     | Andrei Rubliov (RUS)         |            |            |            |                |                | ●              |            |            |              |              | ●        |          |          | ●        | 1     | 1     | 1     |
| 3     | Aslan Karațev (RUS)          |            |            |            |                |                |                |            |            |              |              | ●        |          | ●        | ●        | 2     | 1     | 0     |
| 3     | Michael Venus (NZL)          |            |            |            |                |                |                |            |            |              | ●            |          | ●        |          | ●        | 0     | 3     | 0     |
| 3     | Juan Sebastián Cabal (COL)   |            |            |            |                |                |                |            |            |              |              |          | ●        |          |          | 0     | 3     | 0     |
| 3     | Robert Farah (COL)           |            |            |            |                |                |                |            |            |              |              |          | ●        |          |          | 0     | 3     | 0     |
| 3     | Simone Bolelli (ITA)         |            |            |            |                |                |                |            |            |              |              |          |          |          | ●        | 0     | 3     | 0     |
| 2     | Filip Polášek (SVK)          |            | ●          |            |                |                |                |            |            |              | ●            |          |          |          |          | 0     | 2     | 0     |
| 2     | Marcel Granollers (ESP)      |            |            |            |                |                |                |            |            |              | ●            |          |          |          |          | 0     | 2     | 0     |
| 2     | Horacio Zeballos (ARG)       |            |            |            |                |                |                |            |            |              | ●            |          |          |          |          | 0     | 2     | 0     |
| 2     | Rafael Nadal (ESP)           |            |            |            |                |                |                |            |            | ●            |              | ●        |          |          |          | 2     | 0     | 0     |
| 2     | Cameron Norrie (GBR)         |            |            |            |                |                |                |            |            | ●            |              |          |          | ●        |          | 2     | 0     | 0     |
| 2     | Stefanos Tsitsipas (GRE)     |            |            |            |                |                |                |            |            | ●            |              |          |          | ●        |          | 2     | 0     | 0     |
| 2     | John Peers (AUS)             |            |            |            |                |                |                |            |            |              | ●            |          |          |          | ●        | 0     | 2     | 0     |
| 2     | Matteo Berrettini (ITA)      |            |            |            |                |                |                |            |            |              |              | ●        |          | ●        |          | 2     | 0     | 0     |
| 2     | Pablo Carreño Busta (ESP)    |            |            |            |                |                |                |            |            |              |              | ●        |          | ●        |          | 2     | 0     | 0     |
| 2     | Kevin Krawietz (GER)         |            |            |            |                |                |                |            |            |              |              |          | ●        |          | ●        | 0     | 2     | 0     |
| 2     | Ken Skupski (GBR)            |            |            |            |                |                |                |            |            |              |              |          | ●        |          | ●        | 0     | 2     | 0     |
| 2     | Nikoloz Basilashvili (GEO)   |            |            |            |                |                |                |            |            |              |              |          |          | ●        |          | 2     | 0     | 0     |
| 2     | Marin Čilić (CRO)            |            |            |            |                |                |                |            |            |              |              |          |          | ●        |          | 2     | 0     | 0     |
| 2     | Alex de Minaur (AUS)         |            |            |            |                |                |                |            |            |              |              |          |          | ●        |          | 2     | 0     | 0     |
| 2     | John Isner (USA)             |            |            |            |                |                |                |            |            |              |              |          |          | ●        | ●        | 1     | 1     | 0     |
| 2     | Lorenzo Sonego (ITA)         |            |            |            |                |                |                |            |            |              |              |          |          | ●        | ●        | 1     | 1     | 0     |
| 2     | Ariel Behar (URU)            |            |            |            |                |                |                |            |            |              |              |          |          |          | ●        | 0     | 2     | 0     |
| 2     | Gonzalo Escobar (ECU)        |            |            |            |                |                |                |            |            |              |              |          |          |          | ●        | 0     | 2     | 0     |
| 2     | Santiago González (MEX)      |            |            |            |                |                |                |            |            |              |              |          |          |          | ●        | 0     | 2     | 0     |
| 2     | Harri Heliövaara (FIN)       |            |            |            |                |                |                |            |            |              |              |          |          |          | ●        | 0     | 2     | 0     |
| 2     | Matwé Middelkoop (NED)       |            |            |            |                |                |                |            |            |              |              |          |          |          | ●        | 0     | 2     | 0     |
| 2     | Andrés Molteni (ARG)         |            |            |            |                |                |                |            |            |              |              |          |          |          | ●        | 0     | 2     | 0     |
| 2     | Jamie Murray (GBR)           |            |            |            |                |                |                |            |            |              |              |          |          |          | ●        | 0     | 2     | 0     |
| 2     | Hugo Nys (MON)               |            |            |            |                |                |                |            |            |              |              |          |          |          | ●        | 0     | 2     | 0     |
| 2     | Bruno Soares (BRA)           |            |            |            |                |                |                |            |            |              |              |          |          |          | ●        | 0     | 2     | 0     |
| 1     | Ivan Dodig (CRO)             |            | ●          |            |                |                |                |            |            |              |              |          |          |          |          | 0     | 1     | 0     |
| 1     | Ugo Humbert (FRA)            |            |            |            |                |                |                |            |            |              |              | ●        |          |          |          | 1     | 0     | 0     |
| 1     | Raven Klaasen (RSA)          |            |            |            |                |                |                |            |            |              |              |          | ●        |          |          | 0     | 1     | 0     |
| 1     | Ben McLachlan (JPN)          |            |            |            |                |                |                |            |            |              |              |          | ●        |          |          | 0     | 1     | 0     |
| 1     | Horia Tecău (ROU)            |            |            |            |                |                |                |            |            |              |              |          | ●        |          |          | 0     | 1     | 0     |
| 1     | Carlos Alcaraz (ESP)         |            |            |            |                |                |                |            |            |              |              |          |          | ●        |          | 1     | 0     | 0     |
| 1     | Kevin Anderson (RSA)         |            |            |            |                |                |                |            |            |              |              |          |          | ●        |          | 1     | 0     | 0     |
| 1     | Juan Manuel Cerúndolo (ARG)  |            |            |            |                |                |                |            |            |              |              |          |          | ●        |          | 1     | 0     | 0     |
| 1     | Dan Evans (GBR)              |            |            |            |                |                |                |            |            |              |              |          |          | ●        |          | 1     | 0     | 0     |
| 1     | Cristian Garín (CHI)         |            |            |            |                |                |                |            |            |              |              |          |          | ●        |          | 1     | 0     | 0     |
| 1     | David Goffin (BEL)           |            |            |            |                |                |                |            |            |              |              |          |          | ●        |          | 1     | 0     | 0     |
| 1     | Ilya Ivashka (BLR)           |            |            |            |                |                |                |            |            |              |              |          |          | ●        |          | 1     | 0     | 0     |
| 1     | Sebastian Korda (USA)        |            |            |            |                |                |                |            |            |              |              |          |          | ●        |          | 1     | 0     | 0     |
| 1     | Kwon Soon-woo (KOR)          |            |            |            |                |                |                |            |            |              |              |          |          | ●        |          | 1     | 0     | 0     |
| 1     | Tommy Paul (USA)             |            |            |            |                |                |                |            |            |              |              |          |          | ●        |          | 1     | 0     | 0     |
| 1     | Alexei Popyrin (AUS)         |            |            |            |                |                |                |            |            |              |              |          |          | ●        |          | 1     | 0     | 0     |
| 1     | Diego Schwartzman (ARG)      |            |            |            |                |                |                |            |            |              |              |          |          | ●        |          | 1     | 0     | 0     |
| 1     | Albert Ramos Viñolas (ESP)   |            |            |            |                |                |                |            |            |              |              |          |          | ●        |          | 1     | 0     | 0     |
| 1     | Sander Arends (NED)          |            |            |            |                |                |                |            |            |              |              |          |          |          | ●        | 0     | 1     | 0     |
| 1     | Marcelo Arévalo (ESA)        |            |            |            |                |                |                |            |            |              |              |          |          |          | ●        | 0     | 1     | 0     |
| 1     | William Blumberg (USA)       |            |            |            |                |                |                |            |            |              |              |          |          |          | ●        | 0     | 1     | 0     |
| 1     | Tomislav Brkić (BIH)         |            |            |            |                |                |                |            |            |              |              |          |          |          | ●        | 0     | 1     | 0     |
| 1     | Nikola Ćaćić (SRB)           |            |            |            |                |                |                |            |            |              |              |          |          |          | ●        | 0     | 1     | 0     |
| 1     | Marcelo Demoliner (BRA)      |            |            |            |                |                |                |            |            |              |              |          |          |          | ●        | 0     | 1     | 0     |
| 1     | Alexander Erler (AUT)        |            |            |            |                |                |                |            |            |              |              |          |          |          | ●        | 0     | 1     | 0     |
| 1     | Jonathan Erlich (ISR)        |            |            |            |                |                |                |            |            |              |              |          |          |          | ●        | 0     | 1     | 0     |
| 1     | Sander Gillé (BEL)           |            |            |            |                |                |                |            |            |              |              |          |          |          | ●        | 0     | 1     | 0     |
| 1     | Lloyd Glasspool (GBR)        |            |            |            |                |                |                |            |            |              |              |          |          |          | ●        | 0     | 1     | 0     |
| 1     | Hans Hach Verdugo (MEX)      |            |            |            |                |                |                |            |            |              |              |          |          |          | ●        | 0     | 1     | 0     |
| 1     | Marc-Andrea Hüsler (SUI)     |            |            |            |                |                |                |            |            |              |              |          |          |          | ●        | 0     | 1     | 0     |
| 1     | Henri Kontinen (FIN)         |            |            |            |                |                |                |            |            |              |              |          |          |          | ●        | 0     | 1     | 0     |
| 1     | Wesley Koolhof (NED)         |            |            |            |                |                |                |            |            |              |              |          |          |          | ●        | 0     | 1     | 0     |
| 1     | Fabrice Martin (FRA)         |            |            |            |                |                |                |            |            |              |              |          |          |          | ●        | 0     | 1     | 0     |
| 1     | Rafael Matos (BRA)           |            |            |            |                |                |                |            |            |              |              |          |          |          | ●        | 0     | 1     | 0     |
| 1     | Felipe Meligeni Alves (BRA)  |            |            |            |                |                |                |            |            |              |              |          |          |          | ●        | 0     | 1     | 0     |
| 1     | Lucas Miedler (AUT)          |            |            |            |                |                |                |            |            |              |              |          |          |          | ●        | 0     | 1     | 0     |
| 1     | Jonny O'Mara (GBR)           |            |            |            |                |                |                |            |            |              |              |          |          |          | ●        | 0     | 1     | 0     |
| 1     | Reilly Opelka (USA)          |            |            |            |                |                |                |            |            |              |              |          |          |          | ●        | 0     | 1     | 0     |
| 1     | David Pel (NED)              |            |            |            |                |                |                |            |            |              |              |          |          |          | ●        | 0     | 1     | 0     |
| 1     | Édouard Roger-Vasselin (FRA) |            |            |            |                |                |                |            |            |              |              |          |          |          | ●        | 0     | 1     | 0     |
| 1     | Fernando Romboli (BRA)       |            |            |            |                |                |                |            |            |              |              |          |          |          | ●        | 0     | 1     | 0     |
| 1     | Ivan Sabanov (CRO)           |            |            |            |                |                |                |            |            |              |              |          |          |          | ●        | 0     | 1     | 0     |
| 1     | Matej Sabanov (CRO)          |            |            |            |                |                |                |            |            |              |              |          |          |          | ●        | 0     | 1     | 0     |
| 1     | Jack Sock (USA)              |            |            |            |                |                |                |            |            |              |              |          |          |          | ●        | 0     | 1     | 0     |
| 1     | Dominic Stricker (SUI)       |            |            |            |                |                |                |            |            |              |              |          |          |          | ●        | 0     | 1     | 0     |
| 1     | Andrei Vasilevski (BLR)      |            |            |            |                |                |                |            |            |              |              |          |          |          | ●        | 0     | 1     | 0     |
| 1     | Andrea Vavassori (ITA)       |            |            |            |                |                |                |            |            |              |              |          |          |          | ●        | 0     | 1     | 0     |
| 1     | David Vega Hernández (ESP)   |            |            |            |                |                |                |            |            |              |              |          |          |          | ●        | 0     | 1     | 0     |
| 1     | Joran Vliegen (BEL)          |            |            |            |                |                |                |            |            |              |              |          |          |          | ●        | 0     | 1     | 0     |
| 1     | Jan Zieliński (POL)          |            |            |            |                |                |                |            |            |              |              |          |          |          | ●        | 0     | 1     | 0     |

### Titluri câștigate per națiune
| Total | Țară                        | Grand Slam | Grand Slam | Grand Slam | Jocuri Olimpice | Jocuri Olimpice | Jocuri Olimpice | Finala ATP | Finala ATP | Masters 1000 | Masters 1000 | Tour 500 | Tour 500 | Tour 250 | Tour 250 | Total | Total | Total |
| Total | Țară                        | S          | D          | X          | S               | D               | X               | S          | D          | S            | D            | S        | D        | S        | D        | S     | D     | X     |
| ----- | --------------------------- | ---------- | ---------- | ---------- | --------------- | --------------- | --------------- | ---------- | ---------- | ------------ | ------------ | -------- | -------- | -------- | -------- | ----- | ----- | ----- |
| 14    | Marea Britanie (GBR)        |            | 1          | 3          |                 |                 |                 |            |            | 1            | 1            |          | 1        | 2        | 5        | 3     | 8     | 3     |
| 13    | Croația (CRO)               |            | 2          |            |                 | 1               |                 |            |            |              | 3            |          | 1        | 2        | 4        | 2     | 11    | 0     |
| 12    | Italia (ITA)                |            |            |            |                 |                 |                 |            |            |              |              | 2        |          | 5        | 5        | 7     | 5     | 0     |
| 11    | Germania (GER)              |            |            |            | 1               |                 |                 |            |            | 2            | 1            | 2        | 2        |          | 3        | 5     | 6     | 0     |
| 9     | Rusia (RUS)                 | 1          |            |            |                 |                 | 1               |            |            | 1            |              | 2        |          | 3        | 1        | 7     | 1     | 1     |
| 9     | Spania (ESP)                |            |            |            |                 |                 |                 |            |            | 1            | 2            | 2        |          | 3        | 1        | 6     | 3     | 0     |
| 9     | Statele Unite (USA)         |            | 1          | 1          |                 |                 |                 |            |            |              | 1            |          |          | 3        | 3        | 3     | 5     | 1     |
| 9     | Argentina (ARG)             |            |            |            |                 |                 |                 |            |            |              | 2            |          |          | 2        | 5        | 2     | 7     | 0     |
| 6     | Serbia (SRB)                | 3          |            |            |                 |                 |                 |            |            | 1            |              |          |          | 1        | 1        | 5     | 1     | 0     |
| 6     | Australia (AUS)             |            |            |            |                 |                 |                 |            |            |              | 2            |          |          | 3        | 1        | 3     | 3     | 0     |
| 5     | Franța (FRA)                |            | 1          |            |                 |                 |                 |            |            |              |              | 1        | 1        |          | 2        | 1     | 4     | 0     |
| 5     | Norvegia (NOR)              |            |            |            |                 |                 |                 |            |            |              |              |          |          | 5        |          | 5     | 0     | 0     |
| 5     | Brazilia (BRA)              |            |            |            |                 |                 |                 |            |            |              |              |          |          |          | 5        | 0     | 5     | 0     |
| 4     | Polonia (POL)               |            |            |            |                 |                 |                 |            |            | 1            |              |          |          | 2        | 1        | 3     | 1     | 0     |
| 4     | Mexic (MEX)                 |            |            |            |                 |                 |                 |            |            |              |              |          |          |          | 4        | 0     | 4     | 0     |
| 4     | Țările de Jos (NED)         |            |            |            |                 |                 |                 |            |            |              |              |          |          |          | 4        | 0     | 4     | 0     |
| 3     | Columbia (COL)              |            |            |            |                 |                 |                 |            |            |              |              |          | 3        |          |          | 0     | 3     | 0     |
| 3     | Finlanda (FIN)              |            |            |            |                 |                 |                 |            |            |              |              |          |          |          | 3        | 0     | 3     | 0     |
| 2     | Slovacia (SVK)              |            | 1          |            |                 |                 |                 |            |            |              | 1            |          |          |          |          | 0     | 2     | 0     |
| 2     | Grecia (GRE)                |            |            |            |                 |                 |                 |            |            | 1            |              |          |          | 1        |          | 2     | 0     | 0     |
| 2     | Africa de Sud (RSA)         |            |            |            |                 |                 |                 |            |            |              |              |          | 1        | 1        |          | 1     | 1     | 0     |
| 2     | Noua Zeelandă (NZL)         |            |            |            |                 |                 |                 |            |            |              |              |          | 1        |          | 1        | 0     | 2     | 0     |
| 2     | Georgia (GEO)               |            |            |            |                 |                 |                 |            |            |              |              |          |          | 2        |          | 2     | 0     | 0     |
| 2     | Belarus (BLR)               |            |            |            |                 |                 |                 |            |            |              |              |          |          | 1        | 1        | 1     | 1     | 0     |
| 2     | Belgia (BEL)                |            |            |            |                 |                 |                 |            |            |              |              |          |          | 1        | 1        | 1     | 1     | 0     |
| 2     | Ecuador (ECU)               |            |            |            |                 |                 |                 |            |            |              |              |          |          |          | 2        | 0     | 2     | 0     |
| 2     | Monaco (MON)                |            |            |            |                 |                 |                 |            |            |              |              |          |          |          | 2        | 0     | 2     | 0     |
| 2     | Uruguay (URU)               |            |            |            |                 |                 |                 |            |            |              |              |          |          |          | 2        | 0     | 2     | 0     |
| 1     | Japonia (JPN)               |            |            |            |                 |                 |                 |            |            |              |              |          | 1        |          |          | 0     | 1     | 0     |
| 1     | România (ROU)               |            |            |            |                 |                 |                 |            |            |              |              |          | 1        |          |          | 0     | 1     | 0     |
| 1     | Chile (CHI)                 |            |            |            |                 |                 |                 |            |            |              |              |          |          | 1        |          | 1     | 0     | 0     |
| 1     | Coreea de Sud (KOR)         |            |            |            |                 |                 |                 |            |            |              |              |          |          | 1        |          | 1     | 0     | 0     |
| 1     | Austria (AUT)               |            |            |            |                 |                 |                 |            |            |              |              |          |          |          | 1        | 0     | 1     | 0     |
| 1     | Bosnia și Herțegovina (BIH) |            |            |            |                 |                 |                 |            |            |              |              |          |          |          | 1        | 0     | 1     | 0     |
| 1     | El Salvador (ESA)           |            |            |            |                 |                 |                 |            |            |              |              |          |          |          | 1        | 0     | 1     | 0     |
| 1     | Israel (ISR)                |            |            |            |                 |                 |                 |            |            |              |              |          |          |          | 1        | 0     | 1     | 0     |
| 1     | Elveția (SUI)               |            |            |            |                 |                 |                 |            |            |              |              |          |          |          | 1        | 0     | 1     | 0     |

## Clasament ATP
Mai jos sunt clasamentele anuale ATP ale primilor 20 de jucătorie de simplu și de dublu.
| Cls '20 = Poziția în clasament la sfârșitul anului 2020 |

| Clasamentul de sfârșit de an ATP la simplu | Clasamentul de sfârșit de an ATP la simplu | Clasamentul de sfârșit de an ATP la simplu | Clasamentul de sfârșit de an ATP la simplu | Clasamentul de sfârșit de an ATP la simplu | Clasamentul de sfârșit de an ATP la simplu | Clasamentul de sfârșit de an ATP la simplu | Clasamentul de sfârșit de an ATP la simplu |
| #                                          | Jucător                                    | Puncte                                     | Nr. turnee                                 | Cls '20                                    | Sus                                        | Jos                                        | '20→'21                                    |
| ------------------------------------------ | ------------------------------------------ | ------------------------------------------ | ------------------------------------------ | ------------------------------------------ | ------------------------------------------ | ------------------------------------------ | ------------------------------------------ |
| 1                                          | Novak Djokovic (SRB)                       | 11.540                                     | 14                                         | 1                                          | 1                                          | 1                                          | ▬                                          |
| 2                                          | Daniil Medvedev (RUS)                      | 8.640                                      | 23                                         | 4                                          | 2                                          | 4                                          | ▲2                                         |
| 3                                          | Alexander Zverev (GER)                     | 7.840                                      | 23                                         | 7                                          | 3                                          | 7                                          | ▲4                                         |
| 4                                          | Stefanos Tsitsipas (GRE)                   | 6.540                                      | 26                                         | 6                                          | 3                                          | 6                                          | ▲2                                         |
| 5                                          | Andrei Rubliov (RUS)                       | 5.150                                      | 28                                         | 8                                          | 5                                          | 8                                          | ▲3                                         |
| 6                                          | Rafael Nadal (ESP)                         | 4.875                                      | 11                                         | 2                                          | 2                                          | 6                                          | ▼4                                         |
| 7                                          | Matteo Berrettini (ITA)                    | 4.568                                      | 21                                         | 10                                         | 7                                          | 10                                         | ▲3                                         |
| 8                                          | Casper Ruud (NOR)                          | 4.160                                      | 35                                         | 27                                         | 8                                          | 28                                         | ▲19                                        |
| 9                                          | Hubert Hurkacz (POL)                       | 3.706                                      | 32                                         | 34                                         | 9                                          | 37                                         | ▲25                                        |
| 10                                         | Jannik Sinner (ITA)                        | 3.350                                      | 42                                         | 37                                         | 9                                          | 36                                         | ▲27                                        |
| 11                                         | Félix Auger-Aliassime (CAN)                | 3.308                                      | 28                                         | 21                                         | 10                                         | 22                                         | ▲10                                        |
| 12                                         | Cameron Norrie (GBR)                       | 2.945                                      | 31                                         | 71                                         | 12                                         | 74                                         | ▲59                                        |
| 13                                         | Diego Schwartzman (ARG)                    | 2.625                                      | 25                                         | 9                                          | 9                                          | 16                                         | ▼4                                         |
| 14                                         | Denis Șapovalov (CAN)                      | 2.475                                      | 28                                         | 12                                         | 10                                         | 19                                         | ▼2                                         |
| 15                                         | Dominic Thiem (AUT)                        | 2.425                                      | 15                                         | 3                                          | 3                                          | 15                                         | ▼12                                        |
| 16                                         | Roger Federer (SUI)                        | 2.385                                      | 8                                          | 5                                          | 5                                          | 16                                         | ▼11                                        |
| 17                                         | Cristian Garín (CHI)                       | 2.353                                      | 30                                         | 22                                         | 17                                         | 25                                         | ▲5                                         |
| 18                                         | Aslan Karațev (RUS)                        | 2.351                                      | 40                                         | 112                                        | 15                                         | 114                                        | ▲94                                        |
| 19                                         | Roberto Bautista Agut (ESP)                | 2.260                                      | 27                                         | 13                                         | 10                                         | 21                                         | ▼6                                         |
| 20                                         | Pablo Carreno Busta (ESP)                  | 2.230                                      | 25                                         | 16                                         | 11                                         | 20                                         | ▼4                                         |

| Clasamentul de sfârșit de an ATP la dublu | Clasamentul de sfârșit de an ATP la dublu | Clasamentul de sfârșit de an ATP la dublu | Clasamentul de sfârșit de an ATP la dublu | Clasamentul de sfârșit de an ATP la dublu | Clasamentul de sfârșit de an ATP la dublu | Clasamentul de sfârșit de an ATP la dublu | Clasamentul de sfârșit de an ATP la dublu |
| #                                         | Jucător                                   | Puncte                                    | Nr. turnee                                | Cls '20                                   | Sus                                       | Jos                                       | '20→'21                                   |
| ----------------------------------------- | ----------------------------------------- | ----------------------------------------- | ----------------------------------------- | ----------------------------------------- | ----------------------------------------- | ----------------------------------------- | ----------------------------------------- |
| 1                                         | Mate Pavić (CRO)                          | 10.265                                    | 29                                        | 4                                         | 1                                         | 4                                         | ▲3                                        |
| 2                                         | Nikola Mektić (CRO)                       | 9.830                                     | 29                                        | 8                                         | 1                                         | 8                                         | ▲6                                        |
| 3                                         | Joe Salisbury (GBR)                       | 9.610                                     | 27                                        | 12                                        | 3                                         | 15                                        | ▲9                                        |
| 4                                         | Rajeev Ram (USA)                          | 9.400                                     | 26                                        | 14                                        | 4                                         | 17                                        | ▲10                                       |
| 5                                         | Nicolas Mahut (FRA)                       | 7.735                                     | 26                                        | 6                                         | 2                                         | 8                                         | ▲1                                        |
| 6                                         | Horacio Zeballos (ARG)                    | 7.100                                     | 22                                        | 3                                         | 3                                         | 8                                         | ▼3                                        |
| 7                                         | Marcel Granollers (ESP)                   | 7.043                                     | 23                                        | 9                                         | 5                                         | 13                                        | ▲2                                        |
| 8                                         | Pierre-Hugues Herbert (FRA)               | 6.660                                     | 20                                        | 23                                        | 5                                         | 25                                        | ▲15                                       |
| 9                                         | Filip Polášek (SVK)                       | 6.460                                     | 32                                        | 17                                        | 8                                         | 17                                        | ▲8                                        |
| 10T                                       | Juan Sebastián Cabal (COL)                | 5.525                                     | 25                                        | 2                                         | 2                                         | 15                                        | ▼8                                        |
| 10T                                       | Robert Farah (COL)                        | 5.525                                     | 25                                        | 1                                         | 1                                         | 12                                        | ▼9                                        |
| 12                                        | Ivan Dodig (CRO)                          | 5.165                                     | 31                                        | 16                                        | 7                                         | 16                                        | ▲4                                        |
| 13                                        | John Peers (AUS)                          | 5.080                                     | 27                                        | 28                                        | 12                                        | 28                                        | ▲15                                       |
| 14                                        | Kevin Krawietz (GER)                      | 4.698                                     | 32                                        | 19                                        | 11                                        | 20                                        | ▲5                                        |
| 15                                        | Michael Venus (NZL)                       | 4.511                                     | 25                                        | 13                                        | 13                                        | 21                                        | ▼2                                        |
| 16                                        | Bruno Soares (BRA)                        | 4.465                                     | 24                                        | 7                                         | 4                                         | 16                                        | ▼9                                        |
| 17                                        | Horia Tecău (ROU)                         | 4.410                                     | 22                                        | 22                                        | 15                                        | 24                                        | ▲5                                        |
| 18                                        | Tim Pütz (GER)                            | 4.218                                     | 28                                        | 61                                        | 17                                        | 62                                        | ▲43                                       |
| 19                                        | Jamie Murray (GBR)                        | 4.108                                     | 31                                        | 24                                        | 17                                        | 24                                        | ▲5                                        |
| 20                                        | Neal Skupski (GBR)                        | 3.578                                     | 35                                        | 27                                        | 14                                        | 27                                        | ▲7                                        |

## Distribuția punctelor
Punctele se acordă după cum urmează:
| Categorie                       | C                       | F                                  | SF                                 | QF | R16 | R32 | R64 | R128 | Q | Q3 | Q2 | Q1 |
| Grand Slam (128S)               | 2000                    | 1200                               | 720                                | 360 | 180 | 90 | 45 | 10 | 25 | 16 | 8 | 0 |
| Grand Slam (64D)                | 2000                    | 1200                               | 720                                | 360 | 180 | 90 | 0 | – | 25 | – | 0 | 0 |
| ATP Finals (8S/8D)              | 1500 (max) 1100 (min)   | 1000 (max) 600 (min)               | 600 (max) 200 (min)                | 200 pentru fiecare victorie în meciul round robin, +400 pentru o victorie în semifinală, +500 pentru victoria finală. | 200 pentru fiecare victorie în meciul round robin, +400 pentru o victorie în semifinală, +500 pentru victoria finală. | 200 pentru fiecare victorie în meciul round robin, +400 pentru o victorie în semifinală, +500 pentru victoria finală. | 200 pentru fiecare victorie în meciul round robin, +400 pentru o victorie în semifinală, +500 pentru victoria finală. | 200 pentru fiecare victorie în meciul round robin, +400 pentru o victorie în semifinală, +500 pentru victoria finală. | 200 pentru fiecare victorie în meciul round robin, +400 pentru o victorie în semifinală, +500 pentru victoria finală. | 200 pentru fiecare victorie în meciul round robin, +400 pentru o victorie în semifinală, +500 pentru victoria finală. | 200 pentru fiecare victorie în meciul round robin, +400 pentru o victorie în semifinală, +500 pentru victoria finală. | 200 pentru fiecare victorie în meciul round robin, +400 pentru o victorie în semifinală, +500 pentru victoria finală. |
| ATP Tour Masters 1000 (96S)     | 1000                    | 600                                | 360                                | 180 | 90 | 45 | 25 | 10 | 16 | – | 8 | 0 |
| ATP Tour Masters 1000 (56S/48S) | 1000                    | 600                                | 360                                | 180 | 90 | 45 | 10 | – | 25 | – | 16 | 0 |
| ATP Tour Masters 1000 (32D)     | 1000                    | 600                                | 360                                | 180 | 90 | 0 | – | – | – | – | – | – |
| Jocurile Olimpice (64S)         | –                       | –                                  | –                                  | – | – | – | – | – | – | – | – | – |
| ATP Tour 500 (48S)              | 500                     | 300                                | 180                                | 90 | 45 | 20 | 0 | – | 10 | – | 4 | 0 |
| ATP Tour 500 (32S)              | 500                     | 300                                | 180                                | 90 | 45 | 0 | – | – | 20 | – | 10 | 0 |
| ATP Tour 500 (16D)              | 500                     | 300                                | 180                                | 90 | 0 | – | – | – | 45 | – | 25 | 0 |
| ATP Tour 250 (56S/48S)          | 250                     | 150                                | 90                                 | 45 | 20 | 10 | 0 | – | 5 | – | 3 | 0 |
| ATP Tour 250 (32S/28S)          | 250                     | 150                                | 90                                 | 45 | 20 | 0 | – | – | 12 | – | 6 | 0 |
| ATP Tour 250 (16D)              | 250                     | 150                                | 90                                 | 45 | 0 | – | – | – | – | – | – | – |
| Cupa ATP                        | S 500 (max) D 250 (max) | Pentru detalii, vezi Cupa ATP 2021 | Pentru detalii, vezi Cupa ATP 2021 | Pentru detalii, vezi Cupa ATP 2021                                                                                    | Pentru detalii, vezi Cupa ATP 2021                                                                                    | Pentru detalii, vezi Cupa ATP 2021                                                                                    | Pentru detalii, vezi Cupa ATP 2021                                                                                    | Pentru detalii, vezi Cupa ATP 2021                                                                                    | Pentru detalii, vezi Cupa ATP 2021                                                                                    | Pentru detalii, vezi Cupa ATP 2021                                                                                    | Pentru detalii, vezi Cupa ATP 2021                                                                                    | Pentru detalii, vezi Cupa ATP 2021                                                                                    |

## Cele mai mari premii în bani în 2021
| Premii în US$ la data de 22 noiembrie 2021 | Premii în US$ la data de 22 noiembrie 2021 | Premii în US$ la data de 22 noiembrie 2021 | Premii în US$ la data de 22 noiembrie 2021 | Premii în US$ la data de 22 noiembrie 2021 |
| #                                          | Jucător                                    | Simplu                                     | Dublu                                      | De la începutul anului                     |
| ------------------------------------------ | ------------------------------------------ | ------------------------------------------ | ------------------------------------------ | ------------------------------------------ |
| 1                                          | Novak Djokovic (SRB)                       | 9.069.225 $                                | 31.322 $                                   | 9.100.547 $                                |
| 2                                          | Daniil Medvedev (RUS)                      | 7.466.284 $                                | 14.987 $                                   | 7.481.271 $                                |
| 3                                          | Alexander Zverev (GER)                     | 6.361.173 $                                | 59.171 $                                   | 6.420.344 $                                |
| 4                                          | Stefanos Tsitsipas (GRE)                   | 3.503.608 $                                | 75.547 $                                   | 3.579.155 $                                |
| 5                                          | Andrei Rubliov (RUS)                       | 3.131.467 $                                | 199.911 $                                  | 3.331.378 $                                |
| 6                                          | Matteo Berrettini (ITA)                    | 3.201.126 $                                | 30.782 $                                   | 3.231.908 $                                |
| 7                                          | Cameron Norrie (GBR)                       | 2.518.782 $                                | 105.099 $                                  | 2.623.881 $                                |
| 8                                          | Casper Ruud (NOR)                          | 2.230.592 $                                | 84.037 $                                   | 2.314.629 $                                |
| 9                                          | Hubert Hurkacz (POL)                       | 2.173.247 $                                | 140.042 $                                  | 2.313.289 $                                |
| 10                                         | Jannik Sinner (ITA)                        | 2.159.534 $                                | 73.665 $                                   | 2.233.199 $                                |

## Retrageri
Mai jos sunt enumerați jucătorii notabili (câștigători ai unui titlu de turneu principal și/sau parte a Top 100 din clasamentul ATP la simplu sau primii 100 la dublu, timp de cel puțin o săptămână) care și-au anunțat retragerea din tenisul profesionist, au devenit inactivi (după ce nu au jucat mai mult de 52 de săptămâni) sau au fost interziși definitiv să joace, în sezonul 2021: 
- Alexandr Dolgopolov (n. 7 noiembrie 1988, Ucraina) s-a alăturat turneului profesionist în 2006 și a ajuns pe locul 13 la simplu și pe locul 42 la dublu, ambele în ianuarie 2012. A câștigat trei titluri la simplu și un titlu la dublu, și a ajuns în sferturi de finală la simplu la un Grand Slam. După ce a fost inactiv de la accidentarea încheieturii mâinii în 2018, inclusiv încercarea sa de revenire, care era programată în 2020, Dolgopolov și-a anunțat retragerea din turul ATP în mai 2021.[11]
- Guillermo García López (n. 4 iunie 1983, Spania) s-a alăturat turneului profesionist în 2002 și a ajuns pe locul 23 la simplu în februarie 2011 și pe locul 27 la dublu în mai 2017. A câștigat cinci titluri la simplu și a jucat pentru echipa Spaniei de Cupa Davis. La dublu, a câștigat trei titluri, a ajuns în finala US Open 2016 și în semifinalele Australian Open 2017. În ianuarie 2021, el a anunțat că se va retrage după sezonul 2021.[12]
- Martin Kližan (n. 11 iulie 1989, Cehoslovacia) s-a alăturat turneului profesionist în 2007 și a ajuns pe locul 24 la simplu în aprilie 2015 și pe locul 73 la dublu în mai 2015. A câștigat șase titluri la simplu și patru titluri la dublu. A câștigat, de asemenea, Openul francez pentru juniori din 2006 și a obținut locul 1 mondial pe circuitul de juniori în ianuarie 2007. A câștigat două dintre titlurile sale la nivel ATP Tour 500 (Rotterdam 2016 și Hamburg 2016) și a înregistrat patru victorii cu top-10 jucători, cea mai notabilă victorie fiind împotriva lui Rafael Nadal la Beijing 2014, care se afla pe locul 2 în lume la acea vreme. El a jucat ultimul său meci la calificările la Wimbledon din 2021, unde a pierdut în primul tur în fața lui Zdeněk Kolář.[13][14] Și-a anunțat retragerea în august.[15]
- Paolo Lorenzi  (n. 15 decembrie 1981, Italia) s-a alăturat turneului profesionist în 1999 și a ajuns pe locul 33 la simplu în mai 2017 și pe locul 82 la dublu în ianuarie 2018. A câștigat un titlu la simplu și unul la dublu. A câștigat 21 de titluri ATP Challenger Tour (al treilea în clasamentul tuturor timpurilor). A făcut parte din echipa Italiei de Cupa Davis. Lorenzi a anunțat că US Open 2021 va fi ultimul său turneu profesionist și a pierdut în fața lui Maxime Janvier în al doilea tur de calificare.[16]
- Lu Yen-hsun  (n. 14 august 1983, Taiwan) s-a alăturat turneului profesionist în 2001 și a ajuns pe locul 33 în cariera la simplu în noiembrie 2010 și pe locul 86 la dublu în ianuarie 2005. La simplu, a câștigat 37 de titluri de challenger și a ajuns în sferturi de finală la Campionatele de la Wimbledon din 2010. Lu a anunțat în iunie că Wimbledon și Jocurile Olimpice de la Tokyo vor fi ultimele sale turnee.[17]
- Leonardo Mayer (n. 15 mai 1987, Argentina) s-a alăturat turneului profesionist în 2003 și a ajuns pe locul 21 la simplu în iunie 2015 și pe locul 48 la dublu în ianuarie 2019. A câștigat două titluri la simplu, ambele la German Open. Mayer s-a retras din tenis în octombrie 2021.[18]
- Jürgen Melzer (n. 22 mai 1981, Austria) s-a alăturat turneului profesionist în 1999 și a ajuns pe locul 8 la simplu în aprilie 2011 și pe locul 6 la dublu în noiembrie 2010. A câștigat cinci titluri la simplu și a ajuns în semifinalele Openului Francez din 2010. La dublu, a câștigat 17 titluri, inclusiv Campionatul de la Wimbledon din 2010 și US Open din 2011. Melzer s-a retras de la simplu în octombrie 2018, dar a continuat să joace ulterior competiții la dublu în ATP Tour. În octombrie 2020, el a anunțat că Australian Open 2021 va fi ultimul său turneu profesionist.[19] Cu toate acestea, nu a jucat Australian Open din cauza măsurilor de carantină COVID-19, ci a jucat în schimb la French Open, Wimbledon și US Open. El a jucat turneul final în turul ATP la Vienna Open, unde a făcut pereche cu Alexander Zverev.[20]
- Leander Paes (n. 17 iunie 1973, India) s-a alăturat turneului profesionist în 1991 și a ajuns pe locul 1 la dublu în iunie 1999 și pe locul 73 la simplu în august 1998. Paes a câștigat o singură victorie în turneul ATP: Campionatul de tenis Hall of Fame din 1998. A câștigat opt titluri la dublu și zece titluri la dublu mixt de Grand Slam. A câștigat o medalie de bronz pentru India la simplu la Jocurile Olimpice din 1996 și a concurat la Jocurile Olimpice din 1992 până în 2016,[21] devenind primul jucător de tenis indian care a concurat la șapte Jocuri Olimpice. El este fost căpitan al Indiei la Cupa Davis și deține recordul pentru cele mai multe victorii în Cupa Davis la dublu, cu 44 de victorii între 1990 și 2019. Paes a anunțat pe 25 decembrie 2019 că va încheia cariera sa în 2020,[22] care urma să fie sezonul său de rămas bun în turneul profesional.[23] Cu toate acestea, el a anunțat că speră să participe la Jocurile Olimpice de la Tokyo din 2021 înainte de a-și pune capăt carierei la sfârșitul anului calendaristic 2021.[24][25]
- Viktor Troicki  (n. 10 februarie 1986, Serbia) s-a alăturat turneului profesionist în 2006 și a ajuns pe locul 12 la simplu în iunie 2011 și 49 la dublu în octombrie 2010. A câștigat trei titluri la simplu și 2 la dublu. În competițiile pe echipe, a făcut parte din echipa Serbiei de Cupa Davis care a câștigat Cupa Davis în 2010, precum și din echipa sârbă care a câștigat Cupa ATP 2020. Troicki a anunțat pe 17 iunie 2021 că Wimbledon va fi ultimul său turneu profesionist. [26]

## Reveniri
Mai jos este o listă cu jucătorii notabili (câștigători ai unui titlu de turneu principal și/sau parte a top-100 în clasamentul ATP la simplu sau la dublu, timp de cel puțin o săptămână) care s-au întors în timpul sezonului 2021: 
- Xavier Malisse